# Francisco Berdonces
Francisco Berdonces (Lahiguera, Jaén, 1953) es un pintor y escultor español afincado en Valencia.

## Biografía
Francisco Berdonces empieza su carrera artística de forma autodidacta a principios de los años setenta, a la vez que estudia geografía e historia en la Universidad Autónoma de Madrid.
En 1981, después de participar en varias exposiciones nacionales, abandona definitivamente sus estudios y se traslada a Valencia, donde se matricula en la  Facultad de Bellas Artes de Valencia y se licencia en 1986.
En 1992 es uno de los “Cinco artistas españoles” invitados a exponer, por el Ministerio de Asuntos Exteriores, en una exposición itinerante por la República Checa.
En 1994, invitado de nuevo por el Ministerio de Asuntos Exteriores, participa en la XVIII Bienal de Alejandría en Egipto, donde es galardonado con el segundo premio de pintura.
En 2001, recibió una mención honorífica en el XXVIII Premio Bancaja de Pintura y Escultura y en 2006 fue invitado a exponer en la Real Academia de España en Roma  sita en  el antiguo monasterio de San Pietro in Montorio conocido por el extraordinario «templete de Bramante».
En 2015, la Traetta Society de Londres, lo seleccionó para realizar la estatuilla del Premio Traetta.

## Obra
La obra de Berdonces ha pasado por diferentes etapas, una primera de juventud, marcada por el simbolismo y el uso de la materia, con una clara influencia de Tàpies.
En la década de los noventa, empieza a trabajar el altorrelieve y el volumen, influido por el tenebrismo español y por las corrientes informalistas de los años sesenta.
Con el cambio de siglo, su búsqueda se ha centrado en la figura humana y particularmente en el rostro, que representa obsesivamente y cuyos expresiones cambiantes fija a modo de "máscaras".
La obra de Francisco Berdonces se ha expuesto tanto en España (Madrid, Valencia, Granada, Ibiza) como fuera de España: República Checa  (Praga, Bratislaba), Italia (Roma, Turín) o Egipto (Alejandría), y está representada en diversas instituciones como el Ministerio de Asuntos Exteriores, y en numerosas colecciones privadas.